# Jesualdo Ferreira
Manuel Jesualdo Ferreira (n. 24 mai 1946) este un antrenor de fotbal portughez, care în prezent antrenează clubul egiptean Zamalek SC.

## Palmares
Ca antrenor

### Club
Porto
- Primeira Liga: 2006–07, 2007–08, 2008–09
- Taça de Portugal: 2008–09, 2009–10
- Supertaça Cândido de Oliveira: 2009

Zamalek
- Egyptian Premier League: 2014–15
- Cupa Egiptului: 2014–15

### Individual
- CNID Best Portuguese League Coach: 2006–07, 2007–08, 2008–09